# Eugen Filotti
Eugen Filotti (n. 28 iulie 1896, București, România – d. 1 iunie 1975, Paris, Franța) a fost un diplomat, publicist și scriitor român. Ca diplomat a lucrat la Liga Națiunilor la Geneva și apoi ca ministru plenipotențiar al României în Turcia, Grecia, Bulgaria și Ungaria. A fost secretar general al Ministerului de Externe în perioada 1944-1945. Ca scriitor a publicat numeroase traduceri literare.

## Biografie
Eugen Filotti s-a născut în București la 28 iulie 1896. Tatăl său, Nicolae Filotti era farmacist militar, cu gradul de locotenent, iar mama sa, Aurelia Filotti (născută Felix) era fiica doctorului Iacob Felix. Era al doilea copil din familie, având un frate cu 4 ani mai mare, Mircea Filotti (n. 1892). Nicolae Filotti a murit însă de tuberculoză când Eugen Filotti avea doar vârsta de 2 ani, iar mama lui a fost nevoită să-și crească cei doi fii cu mijloacele reduse pe care i le permitea pensia soțului ei.
În perioada 1902 - 1906 urmează cursurile școlii primare Cuibul cu barză, de pe Strada Știrbei Vodă din București iar apoi, în perioada 1906 – 1914 frecventează cursurile Liceului "Gheorghe Lazăr" din București. În 1913, pe când era încă în liceu, începe să colaboreze la diferite ziare cu articole de politică externă.
Intenționând să urmeze aceeași carieră cu tatăl său, în 1914 se înscrie la Facultatea de Farmacie din București și urmează cursurile facultății în primii doi ani. În 1916, la intrarea României în Primul Război Mondial este concentrat ca locotenent farmacist și lucrează în această calitate în unitățile medicale de pe front. La retragerea trupelor române în Moldova, este afectat unităților militare de pe valea Trotușului. După terminarea războiului abandonează studiile de farmacie și se înscrie la Facultatea de Drept a Universității din București susținându-și teza de licență în 1922. În timpul facultății își continuă cariera jurnalistică colaborând ocazional la diverse publicații. În 1920, este contactat de Garabet Ibrăileanu să devină colaborator la revista Viața Românească unde a publicat, până în 1923 articole și cronici de politică externă.

## Activitatea publicistică
După absolvirea facultății, se angajează ca redactor la ziarul Adevărul, ocupându-se cu prioritate de știrile externe și publicând articole referitoare la situația internațională. Pe lângă aceasta, în perioada 1924 – 1926 publică, în calitate de director, seria a doua a revistei Cuvântul Liber. Dintre colaboratorii la această revistă se pot menționa scriitorul Victor Eftimiu, poetul Tudor Arghezi și alții. Revista este un săptămânal politic și cultural militând pentru inserarea României în "concertul" european, în contrast cu mișcarea poporanistă a revistei Viața Românească. Chiar în cuvântul de introducere, Eugen Filotti folosește (introduce) termenul de "europeanism". Revista sprijină curentele artistice de avangardă văzând în ele o dovadă a participării românești la frământarea culturală europeană. Printre alți colaboratori se poate remarca și participarea lui Mircea Filotti, fratele lui Eugen, care ține o remarcabilă cronică cinematografică (Mircea Filotti este de altfel primul scenarist român). Pe lângă aceasta, mai publică articole în publicațiile Dimineața, Fapta (apărută din 1919 sub conducerea lui Emanoil Ciomac, Revista vremii politice, literare și economice (publicată între 1921-1924 de Grigore Gafencu și Sebastian Șerbescu și chiar în revista Teatrul (condusă de Soare Z. Soare).
În acești ani, împreună cu alți tineri intelectuali, scriitori, ziariști, artiști plastici și de alte profesiuni, creează un grup care se lasă antrenat de euforia anilor postbelici, când, după îndeplinirea năzuințelor naționale de întregire a țării, caută să definească noile căi de desăvârșire a noii lor patrii, în care urmau să trăiască. Opunându-se grupurilor radicale de stânga, care priveau cu interes experimentul sovietic, acest grup se orienta clar spre Occident, dar considera că noua Românie, o țară mare și puternică, putea și trebuia să joace un rol important în această Europă, nouă și ea, care își căuta și ea un nou echilibru. Iar această legătură cu Europa de Vest, o vedeau ca o legătură în esență culturală, prin integrarea curentelor culturale și artistice din România în cele europene, din care urmau să facă o parte intrinsecă.
Aceste idei care erau propășite atât de "Cuvântul Liber", cât și de alte reviste ale vremii cum erau Contemporanul, unu, Punct, Mișcarea Literară și altele. Dar pe lângă activitatea publicistică grupul de tineri entuziaști din care făcea parte și Eugen Filotti căuta să organizeze și evenimente artistice de amploare, cu ajutorul cărora să-și promoveze ideile. Dintre aceste evenimente, probabil cel mai reprezentativ, atât prin semnificația sa cât și prin prezența internațională pe care a reușit să o atragă a fost Prima expoziție de artă modernă din București.
Expoziția a fost organizată de revista Contemporanul în sălile Uniunii de Arte Frumoase din Str. Corabiei Nr. 6, între 30 noiembrie și 30 decembrie 1924. Dintre artiștii români au expus M.H. Maxy, Marcel Iancu, Victor Brauner, Constantin Brâncuși, Milița Petrașcu, Mattis Teutsch. De peste hotare este de remarcat prezența unor artiști ca Teresa Zarnowerowna și Mieczyslaw Szczuka din Polonia, Lajos Kassák din Ungaria, Marc Darimont și Marcel Lempereur-Haut din Belgia, Joseph Peeters din partea flamandă, Karel Teige din Cehoslovacia, Kurt Schwitters, Hans Arp, Arthur Segal, Ernestine Segal, Paul Klee, Hans Richter, Erich Buchholz și Ernst Rudolph Vogenauer din Germania și Viking Eggeling din Suedia.
Expoziția s-a deschis într-o duminică, la ora prânzului, într-o cameră complet cufundată în întuneric.
|  | Două lumânări ardeau pe o masă acoperită cu o pânză neagră. Lângă masă a apărut Eugen Filotti, relaxat și genial, declamând un text care introducea noile picturi și formă de artă.. Tudor Vianu, pe atunci un tânăr profesor de estetică, alt participant la eveniment povestește în amintirile sale. Camera în întuneric, plină de vizitatori, în care cuvântarea de deschidere a lui Eugen Filotti era pe terminate, a vibrat brusc în sunetele unui ropot de tobe. În acest moment luminile s-au aprins, iluminând o orchestră de jazz în spatele conferențiarului, o orchestră care cuprindea chiar și un muzicant negru. La sunetele coardelor, trompetelor și tobelor, mulțimea începu să se înghesuie pentru a putea vedea mai bine. |

Sașa Pană, editorul ziarului „Unu”, citează în articolul său pasaje din conferința lui Eugen Filotti, care scotea în evidență coeziunea internă și unitatea artei moderne, precum și necesitatea de intensificare a acestei arte, ceea ce implica (necesita) activități de natură spirituală și intelectuală. Eugen Filotti prezicea că acest tip de artă va putea fi apreciat doar atunci când civilizația noastră se va obișnui să privească pictura într-un mod de o puritate totală. În cuvântarea sa, el s-a referit la lucrările lui Wassily Kandinsky, Maurice Vlaminck, Pablo Picasso și Paul Klee, precum și la cele ale lui Constantin Brâncuși și ale altor artiști români.
În articolele de prezentare a expoziției, Eugen Filotti făcea o expunere extrem de pozitivă a evenimentului și, în special sublinia valoarea lucrărilor prezentate de artiștii români, accentuând faptul că nu erau cu nimic inferiori artiștilor străini care participau la expoziție. El făcea observația "Constructivismul domină pe fiecare din pereți, fără însă a oblitera complet analizele expresioniste sau descompunerile cubiste și experimentele coloristice" 
Pe lângă acest curent modernist, raționalist, democratic, adept al interacțiunilor spirituale cu întreaga lume, tot în acea perioadă au apărut și diferite curente tradiționaliste, dintre exponenții căreia n-au lipsit, în tinerețea lor, Mircea Eliade, Emil Cioran, Constantin Noica ș.a. care, în conformitate cu apartenența lor la Mișcarea legionară exacerbau forme naționaliste de extremă dreaptă și mistice. Între aceste tendințe opuse s-au desfășurat lupte de idei de o ținută intelectuală excepțională, dar uneori și cu accente mușcătoare. Ele conțineau răspunsuri adânc motivate nu atât la adresa prezenței religiosului în cultură, cât împotriva încercărilor de a face din această trăire un instrument al naționalismului și al antidemocrației. Se conturau atitudini valabile pentru politica și pentru cultura română ulterioară, puncte de sprijin ale rezistenței sale, deschise, ori subterane contra totalitarismului de dreapta ori de stânga.
Tudor Vianu emitea opinia că "dacă programul culturalismului etnic ar ajunge să se impună, cultura română ar descinde în subdemnitatea unei provincii". Reluând ideea, Eugen Filotti scria că: "tradiționalismul, pur și simplu, înseamnă grandomania mizeriei" . Cu puțin timp mai târziu, el continua pe aceeași lungime de undă:

|  | "Sub firma ortodoxiei și a tradiției se flutură de unii idealul static încremenit în forme hieratice bizantino-moscovite ale unei culturi primitive, fără evoluție și fără orizont. Idealul nostru de cultură e dinamic, dornic de sporire, înnoire, fecunditate. Nu în agățarea de o tradiție sterilă și, în multe privințe imaginară, nu în cultivarea exclusivă a caracterului autohton ... vedem noi rostul frământării generației noastre ... Rostul de cultură pe care înțelegem să-l propovăduim noi este european. Lumina noastră vine din apus. În occidentalizarea acestei țări ... vedem scăparea ... Dacă e vorba de o afirmare, noi nu vedem decât una activă și productivă: afirmarea geniului și a ființei noastre specifice în forme de cultură europene ... Pentru noi nu există nici un antagonism, nici o incompatibilitate între europeism și românism. Avem numai dorința sacrilegă de a armoniza românismul cu pulsul vieții contemporane ... Viața aceasta ... o cerem desfăcută de balcanism, de asiatism, de arhaism și de simplismul rustic ce-și deapănă existența între curtea bisericii și crâșma satului ... Avem o părere mai bună despre poporul nostru decât toți tradiționaliștii laolaltă și tocmai de aceea vrem să-l vedem făcându-și odată intrarea în Europa. Sunt, de la Atlantic până la frontiera noastră, destule națiuni care au izbutit să fie europene fără a pierde nimic din specificitatea spiritului lor etnic. De ce ar fi nevoie tocmai la noi de o izolare fără sens și folos?" |

În 1924 Eugen Filotti este ales secretar al ”Asociației Generale a Presei” conduse de Constantin Mille. Cu câțiva ani mai târziu este unul din întemeietorii ”Micii Antante a Presei” care reunea reprezentanți de frunte ai jurnalismului din România, Iugoslavia și Cehoslovacia.
Eugen Filotti și-a continuat activitatea publicistică până în 1927. Totuși, pe măsură ce trecea timpul se arăta din ce în ce mai deziluzionat de viața culturală din România. Integrarea culturii românești în cultura europeană, pe care o parte din tinerii din generația sa căutaseră să o propage, nu avusese loc. Apăruseră diferite curente de factură naționalistă, care acționau chiar în sens contrar unei integrări europene. Unii dintre scriitorii și artiștii plastici plecaseră în Occident, iar alții se gândeau cu seriozitate la această soluție. Desprinzându-se gradual de strădaniile din domeniul culturii, el și-a îndreptat activitatea publicistică din ce în ce mai mult spre politica externă, orientare cu care de fapt își începuse activitatea de ziarist. La ziarul Adevărul, ajunsese să aibă responsabilitatea redactării articolelor legate de politica externă.

## Activitatea diplomatică

### Atașat de presă
În anul 1927 Eugen Filotti se hotărăște să abandoneze activitatea de ziarist și să intre în diplomație. El este numit atașat de presă la Praga. În 1928, Nicolae Titulescu îl transferă în aparatul delegației române la Liga Națiunilor de la Geneva. În perioada 1928 – 1930 lucrează la Geneva, împreună cu alți diplomați, dintre care este de relevat Savel Rădulescu, în echipa condusă de Nicolae Titulescu, care era delegatul permanent al României la Liga Națiunilor.
În anul 1929 Eugen Filotti se însoară cu Elisabeta Tașcă, fiica profesorului Gheorghe Tașcă, la acea dată rectorul Academiei de Înalte Studii Comerciale și Industriale.

### Director al Presei

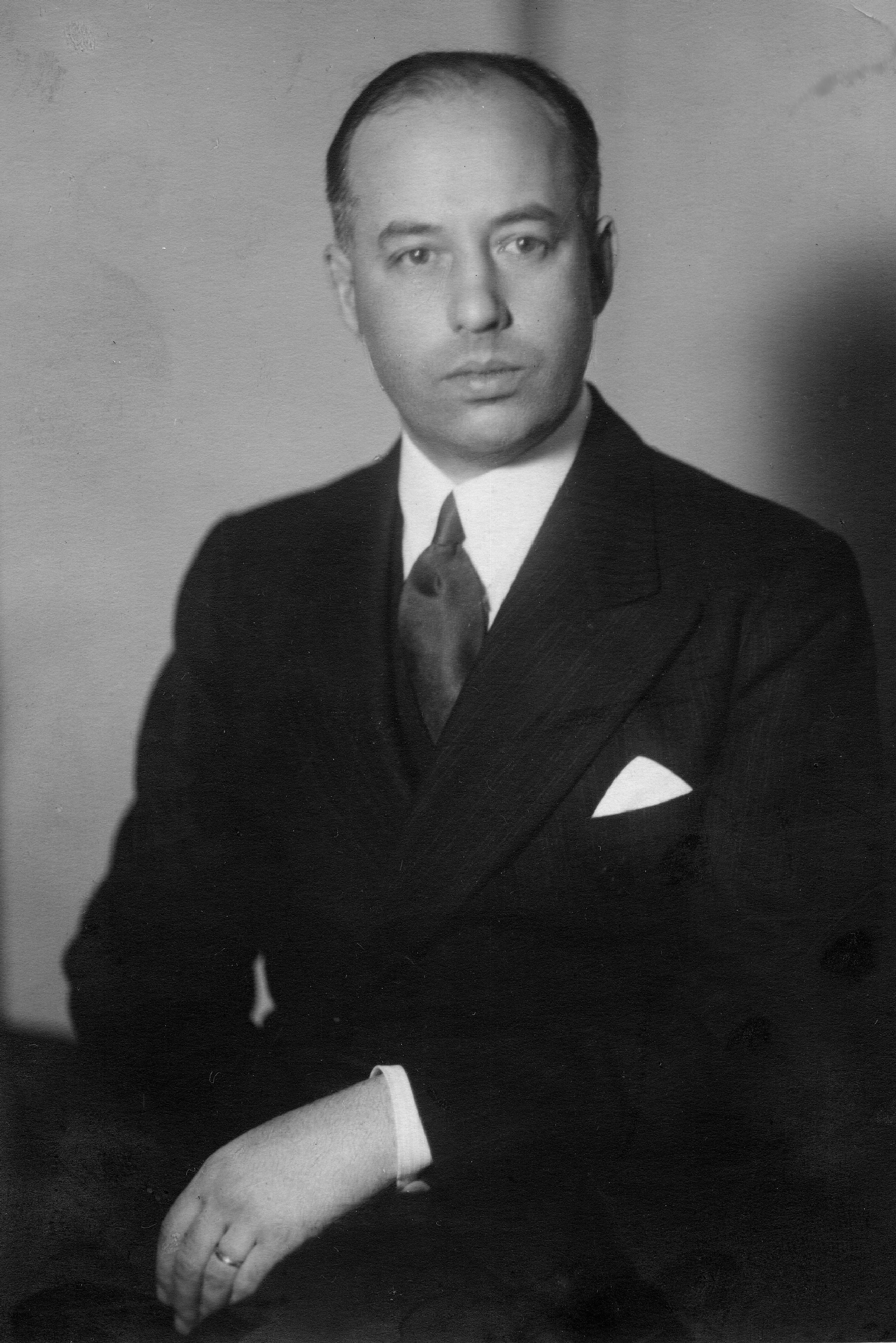
Eugen Filotti în calitate de Director al Presei - 1935

În 1930 este numit Director al Presei și al Informațiilor în cadrul Ministerului de Externe. În acea perioadă politica externă a României, condusă de Nicolae Titulescu urmărea desăvârșirea unui sistem de alianțe care să permită statelor mai mici din regiunea Balcanilor să se împotrivească unei eventuale agresiuni. În acea perioadă în Germania nu ajunsese încă la putere Partidul Național Socialist, dar viziunea politică a lui Titulescu era că asemenea alianțe trebuie create din timp, pentru a se putea consolida (avea timp să se consolideze). Speranța lui Titulescu era de a forma o uniune a tuturor țărilor balcanice, idee la care Bulgaria nu a aderat din cauza revendicărilor teritoriale pe care le avea. Rămânea posibilitatea creării unei alianțe între celelalte state balcanice: România, Iugoslavia, Grecia și Turcia. România era forța diplomatică care milita cel mai puternic în favoarea acestei alianțe. În cadrul acestor eforturi, Eugen Filotti, în calitate de Director al Presei și al Informațiilor răspundea de comunicarea cu mijloacele de informare în masă în vederea formării unei opinii publice care să sprijine în toate cele patru țări aceste eforturi diplomatice. După ani de tratative și diferite acorduri preliminare bilaterale la 9 februarie 1934, în marea aulă a Academiei din Atena se semna oficial textul pactului Înțelegerii Balcanice, semnatarii fiind Demetrios Maximos în numele guvernului Greciei, Nicolae Titulescu, Tewfik Rüstü-Aras pentru Turcia și Bogoljub Jevtic din partea Iugoslaviei.
În noua sa postură (capacitate) Eugen Filotti trebuia să verifice activitatea corespondenților de presă și ziariștilor străini de pe teritoriul României. Pe lângă numeroși ziariști serioși, se strecurau în țară diferite persoane cu intenții mai puțin oneste. Un exemplu al unor asemenea probleme îl constituie cazul lui Julius Köver, care se prezenta drept corespondentul economic al cotidianului austriac Neue Freie Presse prezentând la București acte în regulă. În paralel, mai colabora și la ziarele ungurești Pester Lloyd și Budapesti Hírlap, precum și la publicațiile cehoslovace de limbă germană Prager Tagblatt și Die Wirtschaft. Din 1933 a fost înregistrat la Direcția Presei drept corespondent al agenției United Press of America. Julius Köver a început să fie luat la ochi din februarie 1935, când United Press a lansat pe fluxul de știri informația că prințul Nicolae era așteptat în țară, unde Garda de Fier pregătea o răscoală cu intenția de a-l pune pe tron. O altă știre falsă transmisă de Julius Köver peste ocean pretindea că Nicolae Titulescu ar fi încheiat cu Moscova o înțelegere prin care se acorda drept de tranzit trupelor sovietice prin România. Chemat la ordine de Direcția Presei și Informațiilor, Julius Köver i-a explicat lui Eugen Filotti că agenția United Press nu preluase informațiile de la el, ci de la o sursă din Viena. De fapt, el pusese la punct un sistemul ingenios de a-și transmite elucubrațiile la diferite filiale din Europa ale agenției americane, de unde erau retransmise peste Ocean. În felul acesta, considera că nu poate fi dovedit vinovat de autoritățile române, iar în fața americanilor se justifica prin cenzura existentă la București. Eugen Filotti nu a avut naivitatea de a da crezare acestor afirmații și în cele din urmă Julius Köver a fost expulzat din România.
În 1930, Congresul Uniunii Ziariștilor a avut ca raportori pe Dimitrie Gusti, Tudor Vianu și Constantin Papacostea. La acest congres Eugen Filotti a prezentat un studiu documentat privind acțiunea presei în societate, arătând că publicistica stimulează solidaritatea socială, națională și internațională, formează conștiințe colective, educă, având datoria de a informa corect și onest în toate domeniile, în final deținând forța de a controla viața politică ca a patra putere în stat.
Pe lângă activitatea sa în cadrul Ministerului de Externe, întors în țară după misiunile de la Praga și de la Geneva, Eugen Filotti reia contactele cu oamenii de cultură din România. De data aceasta activitatea sa se concentrează în jurul PEN Clubului român. În 8 aprilie 1933 este ales un nou comitet al clubului din care fac parte Victor Eftimiu (președinte), Ion Sân Giorgiu (secretar general), Eugen Filotti (casier), Ion Marin Sadoveanu, Lucian Blaga și un membru al filialei Cluj. Era o perioadă extrem de agitată în viața culturală din România. Noul comitet urma să se confrunte și cu probleme internaționale legate de congresul internațional al PEN Clubului care urma să se țină la Dubrovnik la 23 mai 1933. În acel an Adolf Hitler devenise cancelarul Germaniei și independența PEN Clubului german, care participa și el la congres, era pusă la îndoială. Ca și pe alte fronturi, Germania căuta să-și asigure un sprijin internațional pentru noul regim, urmărind să obțină rezoluții în favoarea ei din partea diferitor organizații internaționale. Experiența diplomatică a lui Eugen Filotti a fost un element important în definirea atitudinii delegației române la congres. El îl convinge pe Victor Eftimiu să treacă prin comitet rezoluția de a lua o atitudine rezervată față de Germania.
Pe linie internă apar însă dificultăți în cadrul PEN Clubului, care reflectă tulburările politice din România. În Adunarea Generală Extraordinară a clubului din 11 februarie 1934, Alexandru Busuioceanu, care era adjunctul lui Eugen Filotti la Direcția Presei și a Informațiilor, aduce la cunoștință că "trei membri ai PEN Clubului nostru, domnii Nae Ionescu, Dragoș Protopopescu și Nichifor Crainic au fost arestați, fără mandat și fiindcă și-au exprimat ideile." Cere să se intervină pe lângă autorități pentru eliberarea lor, cerere căreia i se raliază și Perpessicius. Ulterior, Nichifor Crainic va demisiona din PEN Clubul român. Victor Eftimiu, ca președinte al clubului afirmă că s-a interesat asupra modului în care sunt tratați cei trei membri dar nu susține alte acțiuni. Divergențele de opinie se accentuează. La alegerile din Adunarea Generală din 1934, se confruntă două liste, una a lui Victor Eftimiu, pe care figura ca membru și Eugen Filotti, și alta a lui Ion Petrovici, unde membrii de comitet ar fi trebuit să fie Ion Pillat, Tudor Vianu, Perpessicius și Lucian Blaga. Lista lui Victor Eftimiu este votată cu 21 de voturi pe când lista lui Ion Petrovici întrunește doar opt voturi.

### Ministru plenipotențiar la Ankara
În 1935 Eugen Filotti este numit ministru plenipotențiar la Ankara. Pentru politica externă promovată de Nicolae Titulescu, postul avea o mare importanță. Pactul Înțelegerii Balcanice fusese semnat cu un an înainte, dar Titulescu își dădea seama că eșafodajul creat era fragil și că erau necesari o serie de pași care să consolideze alianța astfel încât să poată acționa în mod eficient în cazul unor atacuri împotriva uneia din țările membre. De aceea, considerase necesar să numească diplomați care îi susțineau politica în posturile de miniștri plenipotențiari în țările semnatare.
În ziua de 28 august 1936 Niculae Titulescu este demis de Regele Carol II, fiind înlocuit cu Victor Antonescu. Demiterea produce valuri. Mulți diplomați români își manifestă intenția de a demisiona. În general, atât în țară cât și în străinătate exista convingerea că Titulescu avea să revină pe scena politică românească. Presa franceză era unanimă în această părere. Ziarul "Le Temps" din 31 august 1936 aprecia că "dl. Titulescu nu este un om care să se resemneze", “L'Intransigent” din 31 august 1936 considera îndepărtarea lui Titulescu din guvern ca temporară, aceeași opinie fiind împărtășită și de “Journal des Debats” din aceeași dată, iar “Le Figaro” considera "dispariția sa, fără îndoială, de moment". În Regatul Unit, “Times” din 1 septembrie 1936 aprecia că "în nici un caz, nu există motive ca dispariția lui Titulescu de pe scena politică să fie considerată ceva mai mult decât ca o eclipsă trecătoare. Oameni de calibrul lui și cu caracterul său nu părăsesc pentru mult timp arena politică". La rândul sau, „Daily Telegraph”, din 2 septembrie 1936, arăta ca "el poate să-și facă din nou apariția, în curând, pe arena românească". Păreri similare au fost exprimate și de ministerele de externe din Franța, Regatul Unit și Germania.
Presa română și cea străină au comentat în mod viu atitudinea diplomaților români, atrăgând atenția (și afirmația este valabilă chiar pentru acele organe de presă care au negat o astfel de poziție din partea diplomaților români) asupra intenției guvernului de a realiza o revizuire a componenței personalului diplomatic românesc și, în acest context, de a proceda la înlocuirea șefilor unor oficii diplomatice de peste hotare, cunoscuți pentru atașamentul față de fostul titular al Ministerului afacerilor străine. Intențiile guvernului erau cunoscute, de altfel, în capitala României. Armand Călinescu, un om foarte bine informat afirma că "la externe se va face o mare mișcare în diplomație".
În ciuda evidenței, diverși împuterniciți ai guvernului au dezmințit atât existența atitudinilor mai sus evocate, cât și intențiile privind epurarea corpului diplomatic românesc. Reprezentanțelor diplomatice peste hotare li s-a cerut să facă același lucru.
Demiterea lui Titulescu a coincis cu plecarea a două personaje cheie din Ministerul Afacerilor Străine: Savel Rădulescu și Mihail Arion. Primul nu a mai fost inclus în noua echipă guvernamentală; responsabilitățile de subsecretar de stat la Ministerul Afacerilor Străine fiind încredințate lui Victor Bădulescu. Cel de-al doilea și-a dat demisia, în circumstanțe care nu sunt clare, din postul de secretar general al ministerului, aceasta fiind acceptată din punct de vedere formal la 29 august 1936.
Victor Antonescu a procedat, dacă nu la inițiativa primului ministru Gheorghe Tătărescu, cel puțin cu asentimentul acestuia, la rechemarea unora dintre șefii misiunilor diplomatice românești și în același timp la numeroase mutări dintr-un post în altul. Au făcut, în primul rând, obiectul acestei revizuiri cei care erau suspecți de sentimente de devoțiune față de fostul ministru. Astfel au fost rechemați: Nicolae Lahovary (Albania), Caius Brediceanu (Austria), Dimitrie Ghika (Belgia), Vasile Stoica (Bulgaria), Theodor Emandi (Cehoslovacia), Mihail Boerescu (Elveția), Raoul V. Bossy (Finlanda), C. Langa-Rășcanu (Grecia), Grigore Constantinescu (Iran), Alexandru Gurănescu (Iugoslavia), Ion Aurel Vassiliu (Japonia), Dimitrie Drăghicescu (Mexic), Constantin Vișoianu (Polonia), Constantin Antoniade (Societatea Națiunilor), Eugen Filotti (Turcia), Vasile Grigorcea (Ungaria). Pentru a accentua caracterul punitiv al măsurii, în momentul rechemării li s-au retras pașapoartele diplomatice și toate privilegiile care decurgeau din statutul de diplomați. Este adevărat că multora dintre șefii de misiuni rechemați li s-a încredințat, după un răstimp mai scurt sau mai îndelungat, conducerea altor misiuni diplomatice sau diferite responsabilități în Centrala Ministerului Afacerilor Străine. Faptul confirma însa intenția primului ministru de a proceda la o revizuire a personalului diplomatic românesc, cu precădere a aceluia lucrând în exterior, și atesta, în același timp, imposibilitatea de a o face în formele și la dimensiunile preconizate. Rechemarea și mutarea unor diplomați, în primul rând a celor devotați lui Titulescu, au coincis cu readucerea în viața politică sau în activitatea diplomatică a unor personaje ca Anton Bibescu, Victor Cădere și alții, dușmani învederați ai lui Titulescu.

### Ministru plenipotențiar la Atena
În toamna anului 1936 Eugen Filotti este numit ministru plenipotențiar al României la Atena. Deși și Grecia era o semnatară a Înțelegerii Balcanice, noua poziție nu era legată de o continuitate a acțiunilor de întărire a alianței. După plecarea lui Titulescu de la conducerea Ministerului Afacerilor Străine, guvernul român a acordat o importanță mai redusă acestei alianțe, care continua să funcționeze ca un pact de prietenie între cele patru țări semnatare, fără a se trece la măsurile de întărire a alianței preconizate de Nicolae Titulescu.
România avea însă și alte interese în Grecia, legate de minoritatea aromână. Aromânii erau considerați cetățeni de categorie inferioară în Grecia și statul grec nu le dădea posibilitatea unei educații în limba maternă. Totuși, în condițiile apropierii politice de România, statul grec acceptase înființarea unor școli cu limbă de predare română, cu condiția ca aceste școli să fie finanțate de guvernul român, nu însă fără a ridica diferite piedici în aplicarea acordului. În aceste condiții, Eugen Filotti a depus mari eforturi pentru întărirea liceului român din Salonic și a școlilor primare existente sau pentru înființarea de școli primare noi în zonele din Pind, Tesalia și Macedonia cu importante concentrații ale populației aromâne. Elevii meritoși de la școlile primare primeau burse acordate de statul român pentru ca să-și poată continua studiile la liceul din Salonic, unde învățământul avea loc după programa analitică a Ministerului Educației Naționale din București. De asemenea, Eugen Filotti se îngrijea de încadrarea acestor unități de învățământ cu învățători și profesori veniți din România, asigurându-le condiții materiale avantajoase astfel încât să constituie o încurajare pentru cadre cu pregătire bună să candideze pentru posturile de la școlile române din Grecia.

### Ministru plenipotențiar la Sofia

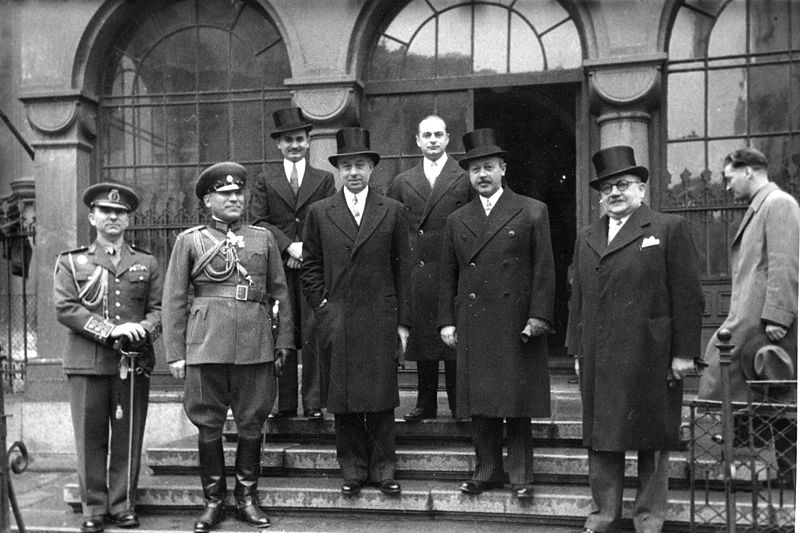
Eugen Filotti, ministru plenipotențiar, cu personalul Legației Române din Sofia, la serbarea zilei de 10 mai 1940 la intrarea în Liceul Român din Sofia

În toamna anului 1938, Eugen Filotti a fost transferat de la Atena la Sofia. Noul post era diferit de cele două posturi anterioare, Bulgaria nefiind în acea perioadă o țară prietenă. Învinsă de România în cel de al doilea război balcanic, Bulgaria fusese silită prin tratatul de la București din 1913 să cedeze României partea de sud a Dobrogei, Cadrilaterul, unde administrația română crease județele Durostor și Caliacra. După statisticile românești din 1930, populația bulgară din această regiune cuprindea 149.409 locuitori, în timp ce românii erau 77.728. Creșterea de mai multe ori a numărului populației românești, în raport cu anul 1910, când număra doar 6.359 de locuitori, s-a datorat colonizării intensive în cursul anilor 1920 a românilor din Vechiul Regat și a aromânilor din Grecia și din alte țări balcanice. Dacă în România exista o importantă minoritate bulgară, concentrată în special în Dobrogea, exista și o minoritate română în Bulgaria. O parte din aceasta o reprezentau românii concentrați de-a lungul malului bulgar al Dunării. Pe lângă aceasta, mai erau și aromânii care erau localizați în partea bulgară a Macedoniei.
Problemele minorităților au jucat un rol deosebit în relațiile bilaterale româno-bulgare și era inevitabil ca, în noul său post, Eugen Filotti să fie confruntat cu problemele legate de drepturile minorității române din Bulgaria. Ca și la Atena, el s-a implicat întâi în întărirea sistemului de învățământ românesc, care cuprindea o serie de școli primare în satele cu populație românească și un liceu român la Sofia. Toate aceste școli erau finanțate de guvernul român și predarea se făcea după programa analitică a Ministerului Educației Naționale din București. Deși Bulgaria avea pretenții teritoriale nu numai cu privire la Cadrilater, dar și cu privire la o parte din Macedonia, care era teritoriu din Iugoslavia, problema rectificării frontierelor nu era încă pe ordinea de zi în 1938.
Spre sfârșitul anului 1939 însă, guvernul de la Sofia a început să ridice pretenții teritoriale și să ceară deschiderea unor negocieri cu Bucureștiul. Problema Cadrilaterului era diferită de cea a celorlalte provincii dobândite de România după cel de-al Doilea Război Mondial și nu fusese reglementată de tratatele de la Trianon, Saint-Germain-en- Laye sau Neuilly-sur-Seine astfel încât deschiderea acestor discuții nu reprezenta o acțiune revizionistă a tratatelor de pace din 1919. De altfel, chiar în 1913, atât regele Carol I cât și mulți politicieni nu fuseseră de acord cu extinderea teritorială cerută de Titu Maiorescu pe un teritoriu care nu era locuit de români, considerând că acțiunea era contrară năzuințelor, din acea vreme, de creare a unui stat național român.
Spre deosebire de alte situații, pentru soluționarea problemei Cadrilaterului nu a fost convocată o conferință la care să se ia o decizie. A fost mai degrabă o succesiune de tratative sau de schimburi de note diplomatice, prin care se încerca să se ajungă la un compromis acceptabil pentru ambele părți. În calitate de ministru plenipotențiar al României la Sofia, Eugen Filotti era direct implicat în aceste discuții diplomatice.
La începutul negocierilor, eforturile politice au mers în direcții opuse. România voia să schimbe status-quo-ul etnic din regiune și să păstreze status-quo-ul teritorial, Bulgaria se străduia să facă exact invers.
Obiectivul tratativelor nu era doar transferul suveranității Cadrilaterului și stabilirea unei frontiere "definitive si perpetue" între România și Bulgaria. Mult mai complex era schimbul de populații între cele două țări vecine. Diplomația română a insistat asupra principiului unui asemenea schimb. România avea probleme în Ardeal, unde existența unei importante minorități maghiare era unul din motivele pentru care Ungaria cerea revizuirea frontierelor fixate prin tratatul de la Trianon. Autorităților române le era teamă că Bulgaria ar putea profita de existența unei minorități bulgare în Dobrogea de nord pentru formularea unor noi pretenții teritoriale pe temeiul unor argumente etnice. Pe de altă parte, cum cea mai mare parte a populației române din Cadrilater fusese colonizată, guvernul român considera că are obligația morală de a apăra interesele acestor coloniști.
La începutul tratativelor, diplomația română a stăruit pe emigrarea obligatorie a tuturor bulgarilor din nordul Dobrogei (județele Tulcea și Constanța), comparativ cu libertatea de opțiune a românilor din sudul Dobrogei. Mai târziu, diplomația româna a insistat pe emigrarea obligatorie a tuturor bulgarilor din România față de emigrarea românilor din sudul Dobrogei, dar nu și a românilor din restul teritoriului Bulgariei. Diplomația bulgară a consimțit să negocieze pe baza principiului privind schimbul de populații, pentru a nu face să eșueze negocierile, dar și la presiunea Germaniei. Reprezentanții bulgari au cerut mai întâi ca emigrarea să nu fie obligatorie. Ei nu au acceptat schimbul tuturor bulgarilor din România față de românii din sudul Dobrogei, deoarece nu era echivalent. Atunci, partea bulgară a propus o soluție de compromis, care combina schimbul obligatoriu cu emigrarea facultativă. În cele din urmă Tratatul de la Craiova din 1940 stipula:
- schimbul obligatoriu, într-un interval de 3 luni, începând de la schimbarea instrumentelor de ratificare, între resortisanții români de origine etnică bulgară din județele Tulcea și Constanța și resortisanții de origine etnică română din județele Durostor și Caliacra;
- imigrarea facultativă, în termen de un an, a altor resortisanți români de origine etnică bulgară și resortisanți bulgari de origine etnică română în țara lor de afinitate etnică;
- dreptul fiecărui guvern de a decreta emigrarea obligatorie a unui număr de resortisanți de origine etnică bulgară sau română, egal cu numărul de resortisanți din cealaltă țară, care și-ar exercita dreptul la o emigrare facultativă.

În paralel mai erau de rezolvat problemele tehnice legate de acest transfer. După ample tratative, s-a ajuns la un acord prin care proprietățile imobiliare rurale, care aparțineau emigranților, deveneau proprietatea statului din care emigrau. Spre deosebire de schimbul obligatoriu, clauzele care priveau emigrarea facultativă au fost impuse de reprezentanții bulgari, ale căror scopuri vizau posibilitățile altor bulgari din România (din afara Dobrogei) de a emigra în Bulgaria. Diplomații români s-au pronunțat împotriva emigrării facultative și, în special, împotriva echilibrului forțat al numărului de emigrați, deoarece România voia să-i păstreze pe loc pe valahii din partea de nord-vest a Bulgariei. Contradicțiile au împiedicat reglementarea rapidă a acestei probleme. Obligându-se să-i despăgubească pe imigranți proprietatea imobiliară urbană a emigranților rămânea proprietatea privată a proprietarilor lor; emigranții păstrau dreptul de proprietate asupra tuturor bunurilor mobile. Tratatul de la Craiova a creat o Comisie mixtă bulgaro-română, având misiunea de a supraveghea transferul de populații.
Partea română a mai depus unele eforturi, fără șanse de succes, de a menține zona Caliacra - Balcic, care fusese unul din locurile preferate ale Reginei Maria și unde era înmormântată inima reginei. La 9 august 1940 regele Carol al II-lea mai trimitea instrucțiuni lui Eugen Filotti să insiste asupra acestui punct. Partea bulgară a fost intransigentă în această privință, și după cedarea Cadrilaterului, inima reginei a fost reînhumată la Castelul Bran.
Poziția română la negocieri era slăbită nu atât din cauza presiunii Germaniei, cum este frecvent relatat, ci din cauza presiunilor Uniunii Sovietice. După ocuparea Basarabiei în 1940, Uniunea Sovietică vedea în Bulgaria o țară mai prietenoasă față de URSS decât România și de aceea considera că era în interesul ei să aibă o frontieră comună cu Bulgaria. În consecință, diplomația sovietică încuraja partea bulgară să nu se mulțumească numai cu Cadrilaterul ci să ceară toată Dobrogea. O asemenea soluție mai prezenta și alte avantaje potențiale pentru Uniunea Sovietică, deoarece Delta Dunării nu făcea parte din Dobrogea, menținerea suveranității României asupra gurilor Dunării era mai mult decât discutabilă, dacă după pierderea Basarabiei mai pierdea și Dobrogea. În cadrul unei audiențe, regele Boris III al Bulgariei l-a informat pe Eugen Filotti asupra intențiilor sovietice, ceea ce a determinat partea română să accelereze ritmul tratativelor pentru a rezolva conflictul înainte ca Uniunea Sovietică să intervină în mod mai activ.
La 7 septembrie 1940 s-a semnat Tratatul de la Craiova care încheia tratativele care duraseră aproape un an. După ce avusese unul din rolurile cheie în aceste tratative, Eugen Filotti a fost rechemat. În conformitate cu prevederile tratatului, schimbul obligatoriu al bulgarilor si românilor de pe cele două părți ale frontierei din Dobrogea s-a efectuat în două valuri succesive. Migrația principală (noiembrie-decembrie 1940) a afectat 61.500 de bulgari din nordul Dobrogei și 83.928 de români din sudul Dobrogei. Cea suplimentară (aprilie-mai 1941) s-a efectuat pe baza unui acord adițional și a antrenat încă 3.600 de bulgari si 4.700 de români. Numărul total al emigranților a fost de circa 65.000 de bulgari, instalați în Dobrogea bulgară, și circa 88.000 de români, stabiliți în cea mai mare parte, în Dobrogea româneasca. Dar Eugen Filotti nu se mai ocupa de aceste urmări ale tratatului. El primise o nouă însărcinare care avea să se dovedească și mai dificilă.

### Ministru plenipotențiar la Budapesta

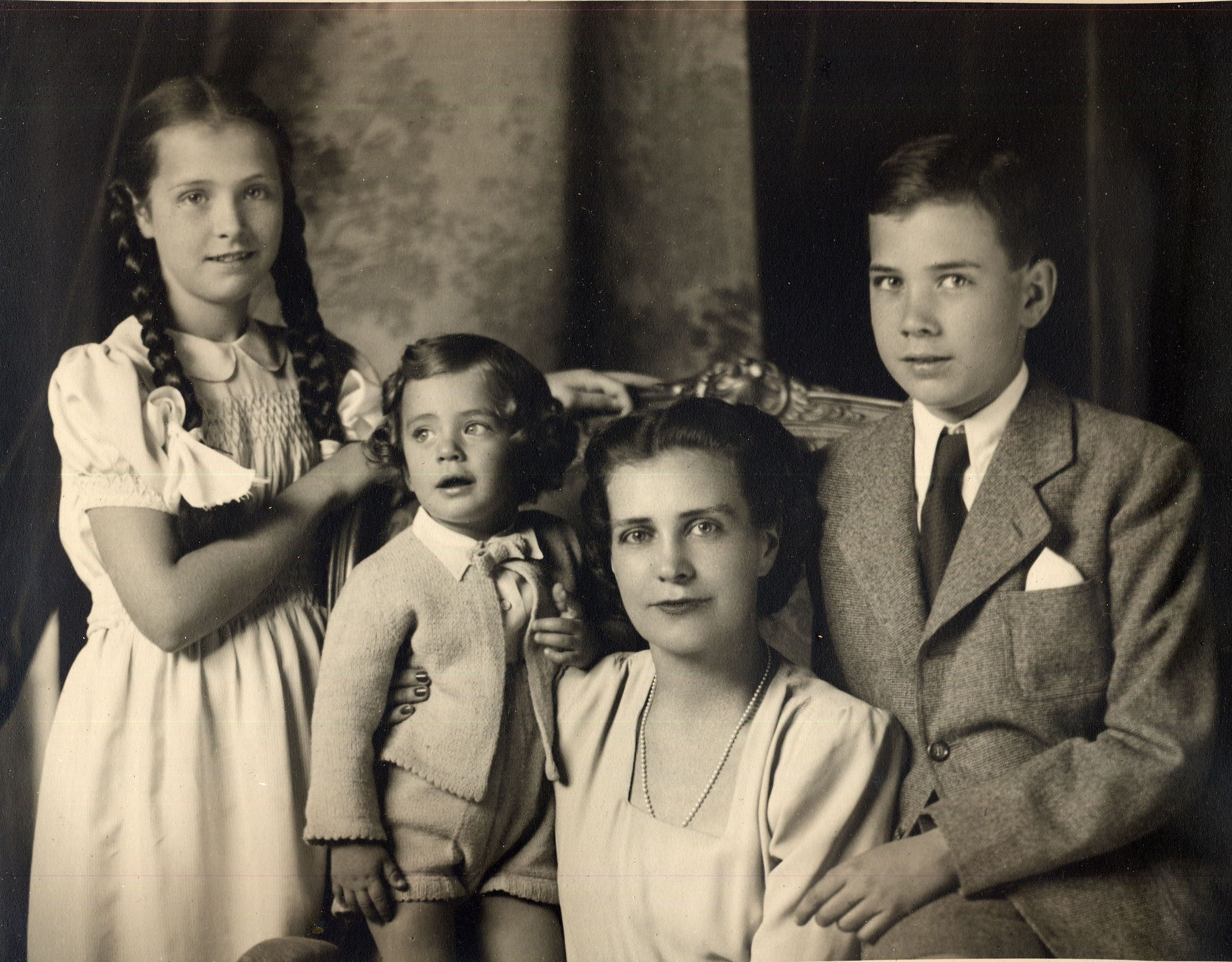
Familia lui Eugen Filotti: soția sa Elisabeta și copii lor Andrei, Domnica și Ion în saloanele Legației Române din Budapesta

În vara anului 1941 Eugen Filotti a fost numit ministru plenipotențiar al României la Budapesta.
Problemele populației române de pe teritoriul Ungariei, care cuprindea și nordul Transilvaniei, erau radical diferite de cele ale minorităților române din Grecia și Bulgaria de care Eugen Filotti se ocupase în posturile sale anterioare. Imediat după ocuparea teritoriilor atribuite prin Dictatul de la Viena, autoritățile maghiare s-au dedat la o serie de acțiuni represive foarte violente împotriva populației române. Chiar înainte ca Eugen Filotti să-și ia noul post în primire, guvernul român înaintase plângeri atât la Berlin cât și la Roma având ca efect formarea Comisiei Roggeri-Altenburg care avea rolul de a investiga reclamațiile aduse de România sau de Ungaria și de a lua măsuri corective. Începând din 1941 au funcționat două subcomisii, una cu sediul la Brașov și a doua cu sediul la Cluj. Cele două subcomisii acționau însă numai în urma unor reclamații care trebuiau să se refere la cazuri specifice. În această privință, problema autorităților române era de a obține nu numai informații cu caracter general, ci informații detaliate cât mai precise cu privire la fiecare din abuzurile părții maghiare, pentru a putea înainta comisiei reclamații cât mai bine fundamentate.
Una din sarcinile importante ale legației române din Budapesta și a consulatelor române de la Cluj și Oradea era tocmai să obțină informații. În condițiile în care locuitorii români din zonele în care se produseseră abuzuri erau împiedicați să se deplaseze la legație sau la unul din consulate iar personalul unităților diplomatice nu știa care erau locurile vizate, sarcina de a documenta situațiile concrete era dificilă. Eugen Filotti s-a străduit să organizeze un sistem prin care că colecteze informațiile necesare pentru a le transmite apoi la București, permițând astfel Ministerului Afacerilor Străine să înainteze documentațiile de rigoare comisiei de arbitraj. Singurele organizații care nu erau controlate de autoritățile maghiare erau bisericile ortodoxe și greco-catolice din zona ocupată. Cu concursul lui Nicolae Colan, episcopul ortodox al Vadului, Feleacului și Clujului, cu reședința la Cluj și al lui Iuliu Hossu, episcopul Eparhiei de Cluj-Gherla, preoții din satele cu populație românească informau prin ierarhia bisericească episcopiile lor despre situația din teritoriu, iar episcopiile comunicau informațiile respective lui Eugen Filotti, care apoi le transmitea la Ministerul Afacerilor Străine din București. Foarte implicat în această acțiune era și mitropolitul Nicolae Bălan al Ardealului, cu sediul la Sibiu, cu care Eugen Filotti a avut numeroase discuții de câte ori venea în țară pentru coordonarea acțiunilor luate pe cale bisericească și diplomatică.
Nu se putea ca autoritățile maghiare să nu-și dea seama de acest sistem de culegere a informațiilor. Dacă el a avut ca rezultat transmiterea informațiilor necesare la București, el a fost și un motiv pentru care autoritățile maghiare au îndreptat multe acțiuni represive împotriva preoțimii române.
În afară de abuzurile la care erau supuși în satele lor, au fost numeroase cazuri când românii din Ardealul de Nord erau duși la muncă forțată în Ungaria, de cele mai multe ori pentru lucru la șosele. Aceștia aveau voie să scrie acasă și comunice unde se aflau. Aceste informații erau apoi și ele transmise la legația română din Budapesta și ministrul Eugen Filotti se deplasa personal cu mașina legației să vadă condițiile în care trăiau și lucrau acești români. Au fost frecvente cazurile în care gărzile militare care îi păzeau pe români l-au bruscat pe Eugen Filotti, neținând seama de statutul său diplomatic. Abuzurile de pe teritoriul Ungariei nu făceau obiectul comisiei Roggeri-Altenburg, și în consecință Eugen Filotti transmitea direct Ministerului de Externe de la Budapesta note diplomatice de protest.
Sistemul de învățământ românesc de stat fusese suprimat în Ardealul de Nord, întreaga populație română trebuind să urmeze sistemul de învățământ în limba maghiară sau școlile confesionale românești. Cărți românești se puteau tipări în Ardealul de Nord doar la tipografiile de la Mănăstirea Bixad și în cea de la sediul Episcopiei din Cluj. Și în acest caz Biserica Română Unită era singura organizație care putea, prin cursuri de catehizare, conduse de preoți, să asigure o formă de învățământ în limba română. În această privință, Episcopia de Cluj-Gherla, dispunând de o tipografie proprie, a avut o activitate susținută de editare a unor lucrări în limba română. Eugen Filotti avea dese consultări cu autoritățile religioase pentru determinarea necesităților și a modalităților de sprijin a acestor activități.
Începând din 1943 persecuțiile anti-evreiești în Ungaria au început să ia amploare iar după 19 martie 1944, când armata germană a ocupat Ungaria și generalul Döme Sztójay a fost instalat ca șef al noului guvern maghiar, persecuțiile au fost considerabil intensificate. Sub guvernul Sztójay s-au desfășurat deportările masive ale evreilor din Ungaria la Auschwitz și spre alte lagăre de exterminare. Guvernul român considera că evreii din Transilvania de Nord erau cetățeni români aflați în zona de ocupație. În calitate de conducător al reprezentanței diplomatice a României, Eugen Filotti a dispus eliberarea ilegală a unor pașapoarte românești sau a altor documente de călătorie pentru evreii originari din Transilvania, acțiunea făcându-se cu ajutorul consulilor Constantin Țincu de la consulatul din Budapesta și Mihail Marina de la consulatul din Oradea.. Consulatul din Oradea mai ajuta prin trecerea unor evrei peste frontieră în automobilele consulatului. Pe baza unor informații obținute de la Dr. Kupfet Miksa, unul din conducătorii comunității evreiești din Oradea și din alte surse, consulul Marina a întocmit un raport cuprinzător relatând soarta care le era rezervată evreilor trimiși la Auschwitz. Acest raport a fost transmis lui Eugen Filotti, care la rândul său l-a transmis lui Vespasian Pella, ministrul plenipotențiar român de la Berna, care l-a înaintat Comitetului Internațional al Crucii Roșii de la Geneva. Aceste acțiuni ale lui Eugen Filotti au fost scoase în evidență în publicațiile lui Moshe Carmilly-Weinberger, șef rabin al Clujului în 1934-1944  Prin aceste acțiuni au fost salvate de la moarte cca 15-16 mii de evrei 
În iulie 1944 Eugen Filotti a venit în România pentru a furniza informații asupra Transilvaniei de care Ministerul Afacerilor Străine avea nevoie pentru pregătirea punctului de vedere al României pentru o viitoare conferință de pace. În același timp, Eugen Filotti a fost activ în cadrul grupului de diplomați care urmăreau ieșirea României din război.

### Secretar General al Ministerului Afacerilor Străine

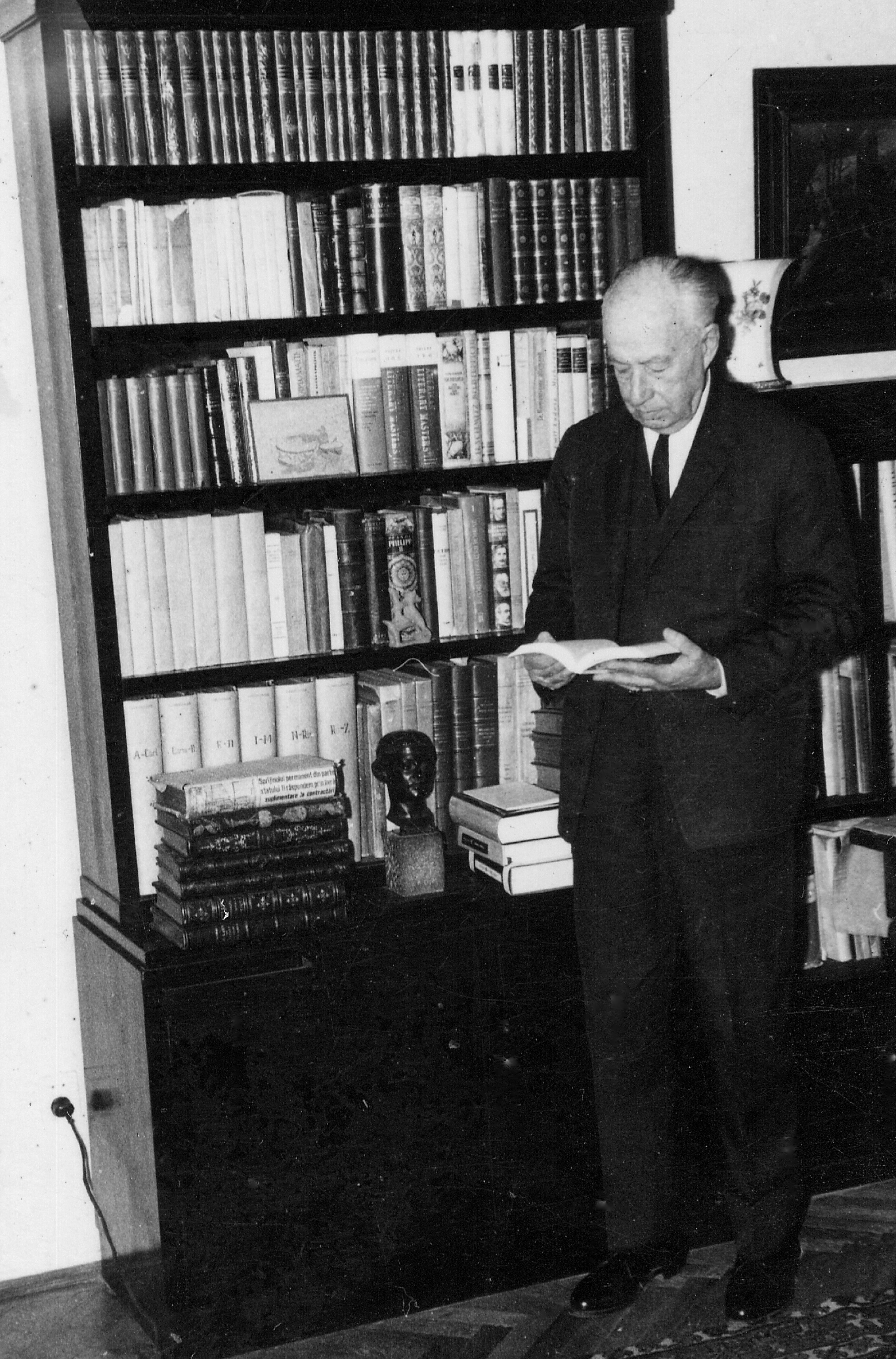
Eugen Filotti în 1971 la reședința sa din Str. Bujoreni, București

Imediat după actul de la 23 August 1944, Eugen Filotti a fost numit secretar general al Ministerului Afacerilor Străine în guvernul generalului Constantin Sănătescu, ministru al afacerilor străine fiind Grigore Niculescu-Buzești. El și-a păstrat funcția și în guvernul generalului Nicolae Rădescu, sub ministeriatul lui Constantin Vișoianu.
Prima sarcină a lui Eugen Filotti a fost cea de a informa toate misiunile diplomatice ale României despre schimbările care avuseseră loc și de a transmite instrucțiunile necesare. De asemenea, imediat după liniștirea situației militare la București, a luat măsurile necesare pentru aducerea personalului ministerului la București și asigurarea funcționării normale a ministerului. Din cauza bombardamentelor, o parte din Ministerul Afacerilor Străine fusese evacuată la Băile Herculane, iar în condițiile din septembrie 1944 operația de readucere a personalului ministerului prezenta greutăți, deoarece drumul în lungul Dunării era sub focul artileriei germane situate pe malul iugoslav, iar spre nord, trupele germane și cele maghiare ocupaseră Aradul și înaintau pe valea Mureșului.
În sfârșit, conform convențiilor internaționale, trebuia organizat schimbul de diplomați între țările beligerante. Acest schimb de diplomați urma să afecteze legațiile de la Berlin, Budapesta, Bratislava și alte capitale aflate încă sub controlul Germaniei. Tratativele pentru acest schimb se duceau prin intermediul legațiilor din diferite țări neutre, în special Elveția și Suedia. Deși s-a ajuns la un acord cu guvernele țărilor respective, în cele din urmă schimbul nu a mai avut loc, deoarece majoritatea diplomaților din Ungaria și din alte țări au refuzat să se întoarcă în țările lor. Majoritatea diplomaților români au rămas în captivitate până la sfârșitul războiului.
Principalele sarcini ale lui Eugen Filotti în calitate de secretar general al Ministerului Afacerilor Străine erau însă legate de aplicarea convenției armistițiului. Deși convenția prevedea obligația statului român de a interna toți supușii germani și unguri, îndeplinirea acestei obligații era legată de o multitudine de interpretări. După discuții în cadrul guvernului român în care Eugen Filotti participa din partea Ministerului Afacerilor Străine și apoi după tratative cu reprezentanții Uniunii Sovietice, s-a ajuns la un acord asupra excepțiilor de la prevederile generale. În principiu acest acord prevedea că vor fi exceptați de la internare cetățenii germani și unguri de origine evreiască. În plus s-au stabilit derogări pentru persoanele netransportabile din cauza vârstei înaintate, a unor infirmități sau a unor boli grave. De asemenea s-a stabilit modul de tratare a căsătoriilor mixte, a persoanelor din Austria, Alsacia-Lorena, Cehoslovacia, Polonia și Iugoslavia precum și a apatrizilor, a preoților și călugărițelor, a specialiștilor sau muncitorilor calificați germani din întreprinderile industriale indispensabili pentru producție.
După instalarea guvernului Petru Groza la 6 martie 1945, Ministerul Afacerilor Străine a fost preluat de Gheorghe Tătărăscu. Deși a fost rugat de acesta să rămână în post, Eugen Filotti a preferat să-și dea demisia din funcția de secretar general al ministerului.

### Activitatea pentru Conferința de Pace de la Paris
În continuare, Eugen Filotti a primit însărcinarea de a se ocupa cu pregătirea poziției României pentru conferința de pace.
Eugen Filotti a participat la lucrările Conferinței de pace de la Paris în calitate de expert. Tratativele au avut loc în perioada 29 iulie – 16 octombrie 1946 iar tratatul de pace a fost semnat la 10 februarie 1947. La lucrările conferinței una din contribuțiile sale însemnate a fost legată de delimitarea frontierei de stat dintre România și Uniunea Sovietică. Deși în principiu se convenise revenirea la frontierele din 1940, harta care preciza frontiera dintre cele două țări, produsă de URSS, indica un șenal navigabil greșit al Dunării și al brațului Chilia. Ca urmare o serie de insule românești din zona Deltei Dunării, ar fi fost cedate peste teritoriul cedat în 1940. Eugen Filotti a descoperit discrepanța și a obținut rectificarea documentelor.
După semnarea tratatului de pace, Eugen Filotti a fost numit ministru plenipotențiar la Roma. Nu a putut însă să-și ia postul în primire din cauza opoziției delegatului Uniunii Sovietice în comisia de aplicare a armistițiului, care mai avea drept de veto referitor la numirile diplomaților români în străinătate, chiar și după semnarea tratatului de pace. În consecință, în octombrie 1947, Eugen Filotti a cerut pensionarea.

## Activitatea de scriitor

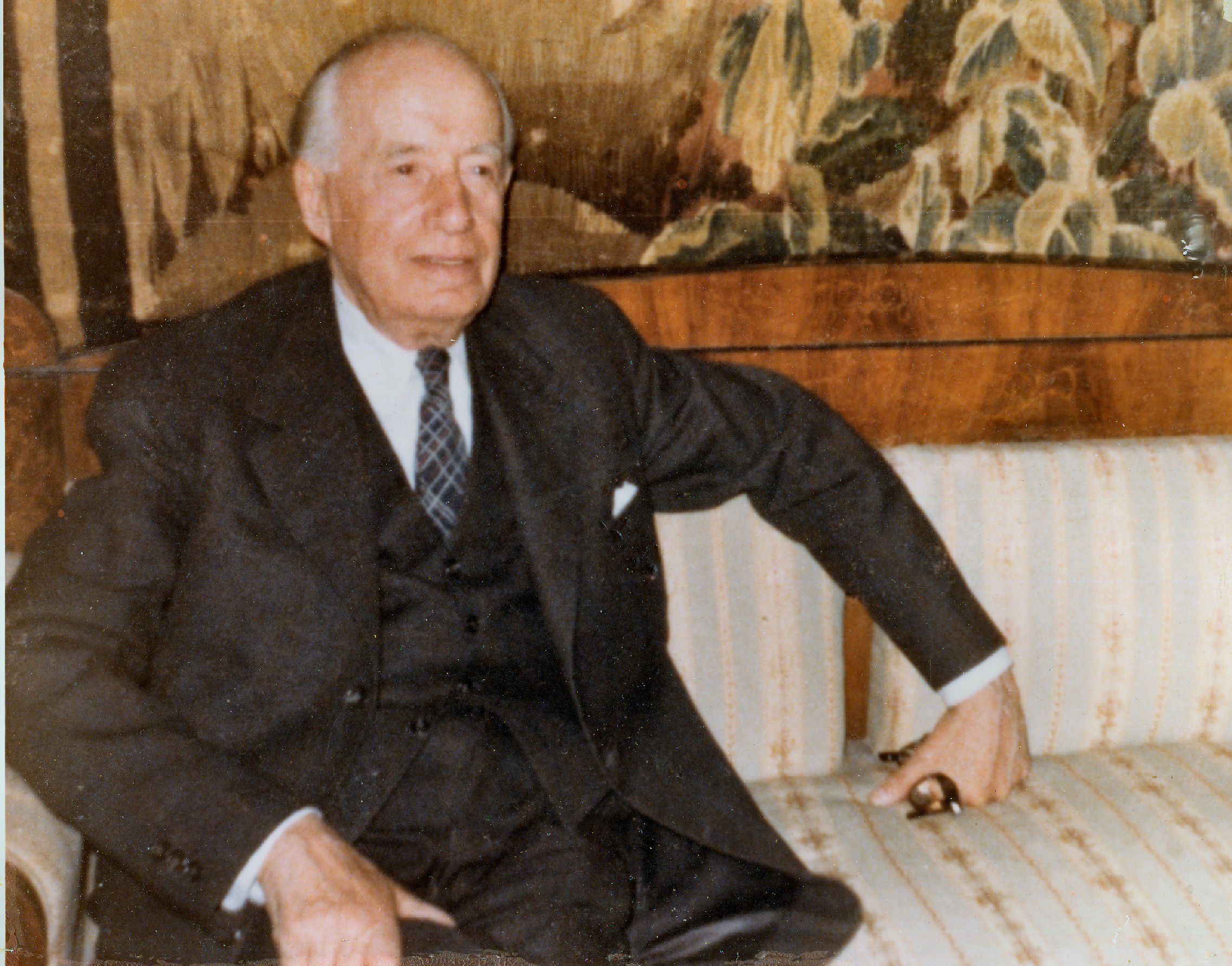
Eugen Filotti în 1975

În perioada 1947 – 1957 Eugen Filotti a avut mari dificultăți sub regimul comunist. A fost evacuat din casă, fiindu-i repartizată o locuință insalubră, i s-a tăiat pensia și a fost nevoit să ocupe diferite slujbe din care era în scurt timp concediat, ca exponent al fostului regim burghezo-moșieresc.
Situația s-a ameliorat în 1957 când Eugen Filotti a fost numit director al Editurii în Limbi Străine de pe lângă Institutul Român pentru Relații Culturale cu Străinătatea. În același timp s-a înscris în Uniunea Scriitorilor. Din 1957 până la sfârșitul vieții, Eugen Filotti a publicat numeroase traduceri literare precum și lucrări de artă.
A murit la 1 iunie 1975 fiind înmormântat la Cimitirul Bellu din București.

## Traduceri
- Heinrich Mann, Profesorul Unrat, ESPLA, București, 1956, reeditat în 1970 de Editura Eminescu din București sub titlul Îngerul albastru
- William M. Thackeray, Henry Esmond, ESPLA, București, 1958, 1965
- Richard Petzoldt, Richard Strauss - Viața în imagini, Editura Muzicală, București, 1963
- Richard Petzoldt, Georg Friedrich Händel - Viața în imagini, Editura Muzicală, București, 1963
- Günter C. D. Bollenbach, Desenul (Pe scurt despre tehnici), Editura Meridiane, București, 1964
- A. J. Cronin, Drumul lui Shannon, Editura Tineretului, București, 1964
- Mihail V. Alpatov, Istoria artei, vol. 2: Arta Renașterii și a epocii moderne, Editura Meridiane, București, 1967
- A. J. Cronin, Castelul pălărierului, Editura Tineretului, București, 1967, Editura Romfel, 1991, Editura Orizonturi/Sirius, 2003
- Nathaniel Hawthorne, Litera stacojie, ESPLA, București, 1967, Luceafărul, 1993, RAO, 1996 și 2001
- Paul-Émile Victor, Boreal, Editura Științifică, București, 1968
- Kurt Pahlen, În lumea minunată a muzicii, Editura Muzicală, București, 1968
- Kenneth Clark, Arta peisajului, Editura Meridiane, București, 1969
- Charles Sterling, Natura moartă, Editura Meridiane, București, 1970
- Fritz Martini, Istoria literaturii germane, traducere în colaborare cu Adriana Hass, Editura Univers, București, 1972
- Georg Lukacs, Estetica, vol. I, traducere în colaborare cu Aurora M. Nasta, Editura Meridiane, București, 1972
- Wilhelm von Bode, Maeștrii picturii olandeze și flamande, Editura Meridiane, București, 1974
- Johann Wolfgang von Goethe, Afinitățile elective, Editura Minerva, București, 1975, RAO, 2000 și 2001[39]
- Dominique Sourdel, Janine Thomine, Civilizația islamului clasic (I-II), Editura Meridiane, București, 1975
- Johann Wolfgang von Goethe, Suferințele tînărului Werther. Afinitățile elective, ediția a II-a, traducere de Alexandru Phillipide și Eugen Filotti, Editura Univers, București, 1978[40]
- Johann Wolfgang von Goethe, Opere. Ediție critică (I-VIII), traduceri de Eugen Filotti, Al. Philippide, Jean Livescu, Sevilla Răducanu și Valeria Sadoveanu, Editura Univers, București, 1984-1990

## Cronologie
- 28 iulie 1896 - Se naște Eugen Filotti la București
- 1898 - Moare Nicolae Filotti, tatăl său.
- 1902 - 1906 Urmează cursurile școlii primare "Cuibul cu barză" din București
- 1906 – 1914 Frecventează cursurile liceului "Gheorghe Lazăr" din București
- 1914 - Se înscrie la Facultatea de Farmacie din București.
- 1916 – 1918 Este concentrat în perioada primului război mondial, pe front ocupând poziția de locotenent farmacist.
- 1918 – 1922 Urmează cursurile Facultății de Drept din București
- 1922 - Se angajează la ziarul Adevărul
- 1924 – 1926 Editează în calitate de director revista Cuvântul Liber
- 1927 - Atașat de presă în cadrul Ministerului Afacerilor Străine
- 1930 – Director al Presei
- 1935 – Ministru plenipotențiar al României la Ankara
- 1936 – Ministru plenipotențiar al României la Atena
- 1938 – Ministru plenipotențiar al României la Sofia
- 1941 – Ministru plenipotențiar al României la Budapesta
- 1944 - Secretar General al Ministerului Afacerilor Străine
- 1945 - Demisionează din postul de Secretar General la numirea lui Petru Groza ca președinte al Consiliului de Miniștri
- 1946 - 1947 Participă în calitate de expert la Conferința de Pace de la Paris
- 1947 - Pensionat la cerere
- 1957 - Membru al Uniunii Scriitorilor din România
- 1957 – Director al Editurii în Limbi Străine (ulterior Editura Meridiane)
- 1965 - Pensionat de la Editura Meridiane. Continuă activitatea de scriitor
- 1 iunie 1975 - Eugen Filotti moare la București și este îngropat în Cimitirul Bellu.